# フレヤ・アールブレヒト
フレヤ・アールブレヒト（Freya Aelbrecht、1990年2月10日 - ）は、ベルギーの女子バレーボール選手である。ベルギー代表。

## 来歴
2006年、ベルギー代表に初選出される。2009-10シーズンにはChallenge Cup di pallavolo femminile 2009-2010でベストスパイカー賞を受賞した。
2012-13シーズンよりフランスリーグの強豪RCカンヌで活躍し、欧州チャンピオンズリーグなどに出場した。2013年6-7月の欧州リーグでは銀メダルを獲得し、自身もベストブロッカー賞を受賞した。同年9月のヨーロッパ選手権では銅メダルを獲得した。
2018年9月17日、V.LEAGUE Division1のKUROBEアクアフェアリーズへ新戦力として入団。
2019年5月31日、KUROBEアクアフェアリーズからの退団を発表。

## 球歴
- ワールドグランプリ - 2014年、2016年、2017年
- 欧州選手権 - 2013年、2015年、2017年

## 受賞歴
- 2010年 - Challenge Cup di pallavolo femminile 2009-2010：ベストスパイカー賞
- 2013年 - 欧州リーグ：ベストブロッカー賞

## 所属クラブ
- Asterix Kieldrecht（2008-2012年）
- RCカンヌ（2012-2014年）
- FVブスト・アルシーツィオ（2014-2015年）
- バレー・ベルガモ（2015-2016年）
- パッラヴォーロ・モンツァ（2016-2017年）
- スカボリーニ・ペーザロ（2017-2018年）
- KUROBEアクアフェアリーズ #19（2018-2019年）
- トゥルク・ハヴァ・ヨラーリ（2019-2020年）
- Perugia Volley（2020-2021年）
- Radomka Radom（2021-2022年）
- Olympiakos（2022-2023年）
- Helvia Recina Volley Macerata（2022-2023年）
- CSU Medicina Târgu Mureș（2023-2024年）